# Campeonato de Oceanía de Judo de 2006
El XXI Campeonato de Oceanía de Judo se celebró en Papeete (Francia) entre el 15 y el 17 de julio de 2006 bajo la organización de la Unión de Judo de Oceanía.
En total se disputaron dieciséis pruebas diferentes, ocho masculinas y ocho femeninas.

## Resultados

### Masculino
| Evento            | Oro                                       | Plata                                | Bronce                                                              |
| ----------------- | ----------------------------------------- | ------------------------------------ | ------------------------------------------------------------------- |
| –60 kg            | Steven Giudice Australia                  | Alister Leat Nueva Zelanda           | Philippe Bouche Polinesia Francesa Matthew D'Aquino Australia       |
| –66 kg            | Lee Calder Nueva Zelanda                  | Steven Brown Australia               | Cyril Chevalier Nueva Caledonia Joshua Cook Australia               |
| –73 kg            | Abedias Trindade de Abreu Nueva Caledonia | Jonathan Berger Nueva Caledonia      | Brent Iverson Australia Glen Lewis Australia                        |
| –81 kg            | Josateki Naulu Fiyi                       | Rehia Davio Polinesia Francesa       | Pierre-Armand Colas Nueva Caledonia Yohann Courtine Nueva Caledonia |
| –90 kg            | Priscus Fogagnolo Australia               | David Chevalier Polinesia Francesa   | Arnaud Bertrand Polinesia Francesa Christopher Swalwell Australia   |
| –100 kg           | Andrew Pragnell Nueva Zelanda             | Jean-Francois Durand Nueva Caledonia | Charles Kobelke Australia Jerome Papai Nueva Caledonia              |
| +100 kg           | Semir Pepic Australia                     | Stéphane Courtine Nueva Caledonia    | George Brendecke Australia Nemani Takayawa Fiyi                     |
| Categoría abierta | Semir Pepic Australia                     | Stéphane Courtine Nueva Caledonia    | Jonathan Berger Nueva Caledonia Pierre-Armand Colas Nueva Caledonia |

### Femenino
| Evento            | Oro                             | Plata                             | Bronce                                                                  |
| ----------------- | ------------------------------- | --------------------------------- | ----------------------------------------------------------------------- |
| –48 kg            | Elodie Foeillet Nueva Caledonia | —                                 | —                                                                       |
| –52 kg            | Ana Moceyawa Nueva Zelanda      | Kelly Fong Australia              | Chelisa Chester Australia                                               |
| –57 kg            | Carli Renzi Australia           | Sharon Taylor Australia           | Sandrine Perel Nueva Caledonia Vicky Stormont Nueva Zelanda             |
| –63 kg            | Allison Newham Australia        | Mahana Clutha Nueva Zelanda       | Laure-Line Lafille Polinesia Francesa Kuramihirangi Smith Nueva Zelanda |
| –70 kg            | Sarah Hunter Australia          | Joy Williams Nueva Zelanda        | Danielle Newham Australia                                               |
| –78 kg            | Catherine Arscott Australia     | —                                 | —                                                                       |
| +78 kg            | Simone Dahl Australia           | —                                 | —                                                                       |
| Categoría abierta | Joy Williams Nueva Zelanda      | Kuramihirangi Smith Nueva Zelanda | Rosa Delots Nueva Caledonia Sandrine Perel Nueva Caledonia              |

## Medallero
| Núm. | País               | Oro | Plata | Bronce | Total |
| ---- | ------------------ | --- | ----- | ------ | ----- |
| 1    | Australia          | 9   | 3     | 9      | 21    |
| 2    | Nueva Zelanda      | 4   | 4     | 2      | 10    |
| 3    | Nueva Caledonia    | 2   | 4     | 9      | 15    |
| 4    | Fiyi               | 1   | 0     | 1      | 2     |
| 5    | Polinesia Francesa | 0   | 2     | 3      | 5     |
|      | TOTAL              | 16  | 13    | 24     | 53    |